# 50미터 권총
50m 권총은 22구경 롱 라이플(.22LR, 5.5mm)의 화약 권총으로 50m 거리의 표적을 사용하는 사격 종목이다. 고난이도의 정밀사격으로, 특히 가벼운 방아쇠 압력을 사용하며 총기의 변형도 비교적 자유롭다. 올림픽에서는 남자 경기만 치러진다.

## 올림픽
10m 공기권총이 1988년 올림픽부터 정식종목으로 채택된 것과는 달리, 남자 50m 권총은 남자 25m 속사권총 부분과 함께, 1896년 제1회 아테네 올림픽부터 채택된 매우 오래된 올림픽 종목이다. 100년 이상의 올림픽 역사를 가진 25m 속사권총과 50m 권총 부분은 남자 종목만 있다.

## 2008년 하계 올림픽
2008년 베이징 올림픽 남자 50m 권총 부분에서 대한민국의 진종오가 금메달을 획득했다. 50m 권총 부분에서는 올림픽 사상 최초의 대한민국 금메달이며, 올림픽 사격 전종목에서는 16년 만에 대한민국이 획득한 금메달이다. 또한 북한의 김정수가 50m에서 은메달을 땄지만 도핑테스트에 적발되어 메달을 박탈당하고 추방 받는 중징계를 받았다. 진종오는 이후, 2012년 런던 올림픽과 2016년 리우 올림픽에서 이 종목 1위를 계속해서 석권하게 된다.

## 같이 보기
- 진종오